# Brenda Fowler

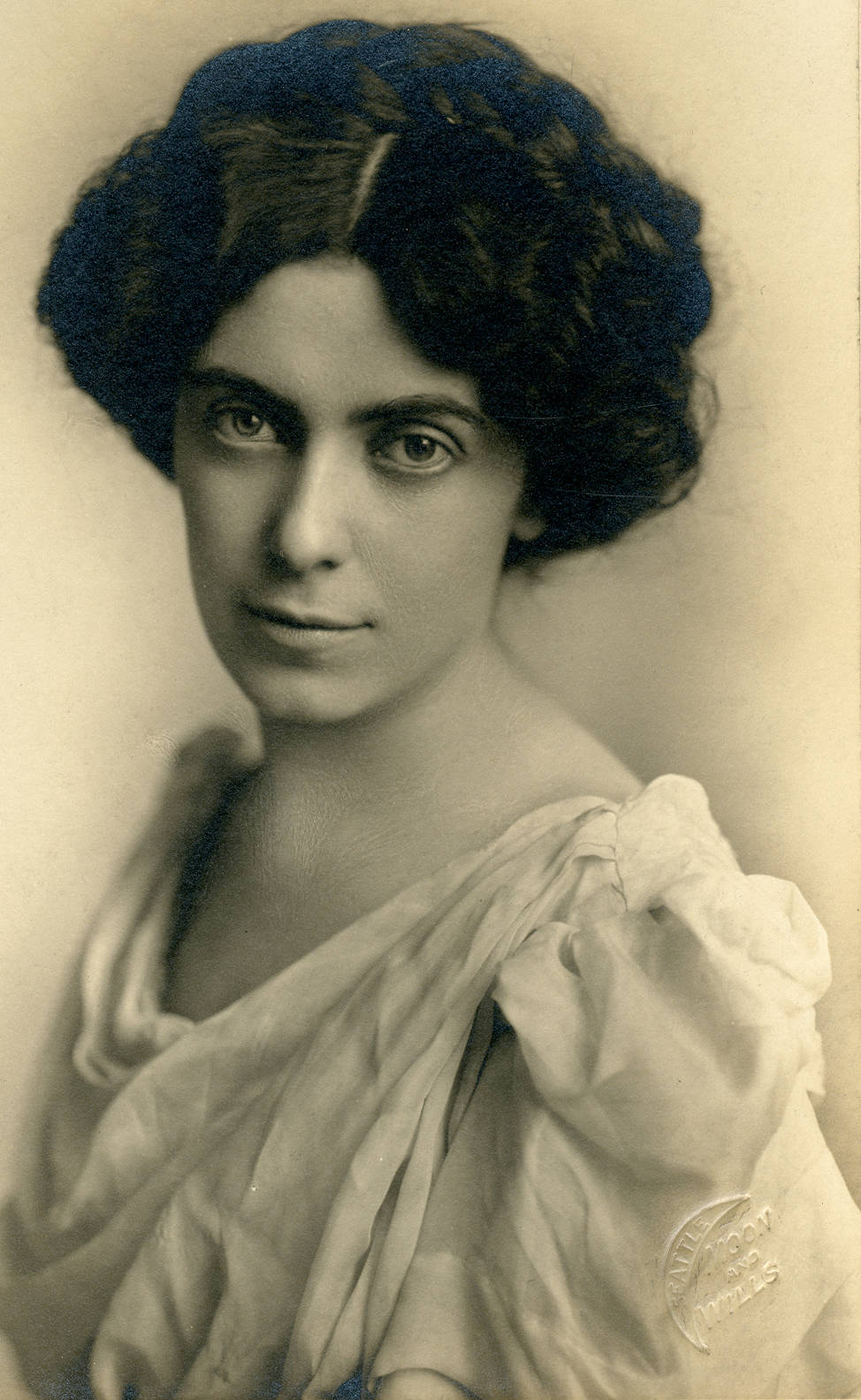
Brenda Fowler (1911)

Brenda Fowler (* 16. Februar 1883 in Jamestown, New York; † 27. Oktober 1942 in Los Angeles, Kalifornien) war eine US-amerikanische Schauspielerin.

## Leben
Die 1,70 Meter große Darstellerin hatte eine längere Theaterkarriere und drehte bereits in der Stummfilmära vereinzelt Filme. Zwischen 1934 und 1941 wirkte Fowler dann in über dreißig Filmen mit, meist in kleineren Nebenrollen als strenge Krankenschwester oder garstige Ehefrau. In dem Western-Klassiker Stagecoach (1939) von John Ford spielte sie die Rolle der Mrs. Gatewood, Frau des betrügerischen Bankiers und zugleich Wortführerin der Liga für Tugend und Sitte. Bereits im Jahre 1934 hatte sie unter Fords Regie in der Komödie Judge Priest gespielt, wo sie ebenfalls eine leicht hochnäsige Dame aus besserer Gesellschaft verkörperte. Fowler hatte ebenfalls kleine Auftritte in bekannten Hollywood-Filmen wie Frankensteins Braut, Ein Butler in Amerika und Hölle, wo ist dein Sieg?. Ihre Filmkarriere endete 1941, ein Jahr vor ihrem Tod.
Verheiratet war sie mit John W. Sherman, mit dem sie eine gemeinsame Tochter namens Jacqueline hatte.

## Filmografie (Auswahl)
- 1918: Thirty a Week
- 1934: Judge Priest
- 1934: Das Leben geht weiter (The World Moves On)
- 1934: Zirkus Barnum (The Mighty Barnum)
- 1935: Frankensteins Braut (Bride of Frankenstein)
- 1935: Ein Butler in Amerika (Ruggles of Red Gap)
- 1936: Louis Pasteur (The Story of Louis Pasteur)
- 1936: Ein rastloses Leben (Anthony Adverse)
- 1936: Second Wife
- 1938: Dr. Kildare: Sein erster Fall (Young Dr. Kildare)
- 1939: Ringo (Stagecoach)
- 1940: Comin’ Round the Mountain
- 1940: Hölle, wo ist dein Sieg? (All This and Heaven Too)
- 1940: Nachts unterwegs (They Drive By Night)
- 1941: So Ends Our Night
- 1941: Herzen in Flammen (Manpower)